# ドラえもんのひみつ道具 (あな-あん)
ドラえもんのひみつ道具 (あな-あん) では、藤子・F・不二雄の漫画『ドラえもん』、『大長編ドラえもん』(VOL.1〜17)、藤子・F・不二雄のその他の著作に登場するひみつ道具のうち、読みが「あな」で始まるものから「あん」で始まるものまでを列挙する。

## あなただけの物ガス
あなただけの物ガス（あなただけのものガス）は、「あなただけの物ガス」（てんとう虫コミックス42巻に収録）に登場する。
このガスを吹き付けられた人や物は、ガスを吹き付けた人だけのものとなる。無生物の場合は動くようになり、他人から逃げるようになる(食べ物や貯金箱の場合は跳ねたり転がって移動する。本なら蝶のように羽ばたき、他人が読むことができなくなる。)。生物の場合は吹き付けた人のそばを離れないようになり、他の人とは必要以上に口を利かなくなる。ただし、ガスを吹き付けられた無生物はガスを吹き付けた人の言うことを聞くが、生物の場合は吹き付けた人が望んでいない事を無理矢理押し付けたり、吹き付けた人の意志を聞かない等、融通の利かない事もある。
ふたのところにはガスの噴出量を調整するねじがついており、ひねり過ぎると大量に噴出してしまう。

## 穴ほり機
穴ほり機（あなほりき）は、「地下鉄をつくっちゃえ」（てんとう虫コミックス2巻に収録）に登場する。
外見は先端にドリルが付いており、操縦席はガラス張りで無限軌道で走るという地底戦車タイプの乗り物。野比家からのび助の会社まで地下鉄を作ろうとして使用した。実際に使用されているシールド掘削機より高速に掘削できるが、決して高速の乗り物ではない。また機械を冷やさなければならなくなるような事態が発生したり、最終的にはエンコしてしまった。また、掘っている際に誤って川へ入ってしまったが、水が車内に入らなかったため、防水性も高いと見られる。
ドラミはこれに似た物として、「地底探検車」を所有している。
この道具を使用し、地下鉄が開通したのは1974年（昭和49年）12月25日（のび助は36歳）。のび太がのび助と一緒にひどい混雑の通勤列車に乗り、何とか混雑化から解放してあげようと考えたのが始まり。ドラえもんたちは何とか地下鉄を完成するものの、そのルートは正式な地下鉄のそれとぶつかってしまい、廃線となる。

## アニメーカー
声 - 横沢啓子（1980.9）
アニメーカーは、「アニメ制作なんてわけないよ」（てんとう虫コミックス24巻に収録）に登場する。
原画、脚本からセル彩色、撮影まで、セルアニメの全工程の制作を自動で賄う（テレビアニメ第2作第2期ではデジタルアニメも可能）。声も機械的に合成ができ、ドラえもんとのび太はそれぞれ（原作当時のアニメで自分達の声を当てていた）大山のぶ代・小原乃梨子の声を起用したいと言っていた（テレビアニメ第2作第2期の作品内ではそちらの担当声優に合わせて水田わさび・大原めぐみの名を挙げている）。
エンディングに流すクレジットタイトルも作成され、ボタン押しを担当した人も載る。その為、行程を全てアニメーカー任せにするとスタッフロールで流れる大半の名前が「アニメーカー」になり、自分の名前は「ボタンを押した人」でしか載らなくなってしまう（作中でののび太はボタン押しもドラえもんに任せたため、スタッフロールには一行も載らなかった）。
なお書籍『ドラえもん最新ひみつ道具大事典』にも同名の道具が登場するが、こちらは作りたい話をこれに言うと、たちまちアニメーション映画が作れるという物である。

## アニメスプレー
アニメスプレーは、「アニメスプレー」（ぴっかぴかコミックス1巻に収録）に登場する。
紙に描いた絵にこのスプレーを吹き付けると、紙の範囲内でその絵が本物のように動き出す。

## アニメばこ
アニメばこは、「アニメばこ」（てんとう虫コミックス44巻に収録）に登場する。
トランク型の道具。下部に付いた引き出しにマンガの本を入れるとアニメにして見せてくれる。台詞を当てる声がどうなっているかは不明。絵日記などマンガ以外の書籍もアニメ化することができる。日記の場合、書いた人物がナレーターとなって書かれている文を読み上げ、画面にはその時の出来事が映し出される。

## アパートごっこの木
アパートごっこの木（アパートごっこのき）は、「アパートの木」（てんとう虫コミックス10巻に収録）に登場する。
円筒形のカプセルに入っている小さな木の苗。この苗を地面に植えるとたちまち成長し、わずか10分（テレビアニメ第2作第1期では3分）で成長が完了する。地中に埋まっている地下茎に部屋ほどの大きさの塊が無数に形成され、この塊の中の空洞がアパートの部屋として利用出来る。地面の上にはトンネル状に穴の開いた切り株が顔を出し、その穴に飛び込むことでそれらの部屋へ入る構造になっている。部屋同士は、通路となる細めの地下茎でつながっていて自在に移動できる。
名称に「ごっこ」と付いている通り、本来は子供用の遊び道具のためこの木は一晩で腐って土に埋まってしまう。そのため、部屋に物を持ち込んだ際はその日のうちに外へ持ち出す必要がある。物語の結果的にはのび太は一人暮らしするには至らず一晩足らずで野比家に帰り、翌日にはドラえもんが説明書を読んでいなかった為、一日で土に埋まってしまうとは知らず部屋に持ち込んだ物はすべて地中に埋まってしまった。もしのび太がアパートごっこの木に翌日まで滞在していたら、のび太自身も地中に生き埋めになってしまうと言う恐ろしい展開になっていたかもしれない。
テレビアニメ第2作第2期「アパートの木」（2012年5月4日放送）では、壁の土は手で掘れるほど柔らかく、地中を掘れば、地上に出れる。ドアは付いていないが、静香のバイオリン演奏やジャイアンの歌声が全体に響いていない事から、防音対策が備わっている模様。
「ドラえもん大辞典」（てんとう虫コミックス11巻収録）では、名称は「アパートの木」となっている。

## あべこべクリーム
あべこべクリームは、「雪でアッチッチ」（てんとう虫コミックス1巻に収録）、『ドラえもん のび太の魔界大冒険』に登場する。
軟膏の一種。このクリームを体に擦り込むと、その名のとおりに周囲が寒くなるほど暖かく感じ、逆に熱いものは冷たく感じるようになる。「雪でアッチッチ」では、僅かに塗るだけでも雪に触れれば火傷するほど効果が過剰に出てしまい、水を浴びる等クリームが落ちるような行動を取っても、効き目がなくならないようになっていた。一方『ドラえもん のび太の魔界大冒険』では、猛吹雪の中を行動しても火傷することはなく、更にはクリームを落とせば効き目を弱くすることが出来るようになっていた。また、このクリームの効果は物体にも適用され、『ドラえもん のび太の魔界大冒険』では空飛ぶじゅうたんに塗ることで、魔界星の黒い炎からじゅうたんを燃やさずに脱出するために使われた。
沸かしすぎた風呂に入ったときに凍ってしまったり、極寒による凍死や業火による炎上を免れている描写があり、先述のように物体にも有効である事から、感覚だけでなく実際に熱変換を行っている可能性がある。したがって、人間であるのび太だけでなく、ロボットであるドラえもんにも有効（ただし「続・ドラえもん全百科」のクイズにおいてのみ、寒さに晒されれば暖かく感じるだけで風邪をひくという設定になっている）。また、「ドラえもん全百科」のクイズにおいてのみ、温度だけでなく痛覚も逆転し、痛みがくすぐったく感じるという設定になっている。
クリームの有効時間は不明。テレビアニメ第2作第2期「雪でアッチッチ」（2013年1月25日放送）では、塗ったクリームの効果は24時間続くという設定になっている。

## あべこべ世界ミラー
あべこべ世界ミラー（あべこべせかいミラー）は、「あべこべ世界ミラー」（てんとう虫コミックススペシャル『ドラえもん カラー作品集』1巻に収録）に登場する。
「入りこみ鏡」と似た道具で、左右が全て反対の鏡面世界に入ることができるが、入りこみ鏡と違うのは、元の世界と同じ人間が存在している上に、その人間は皆、性格や特徴が逆になっているところにある。例えば、このあべこべ世界ののび太は喧嘩が強い反面、とてつもなく凶暴で性格が悪く、逆に気が弱いジャイアンやスネ夫をいつも泣かせている為、周囲の人からは非常に嫌われている。
元の世界でジャイアンやスネ夫にいつもいじめられているのび太の為に、ドラえもんはこの道具を使ってあべこべ世界ののび太に助けを請うが、元の世界に向かったあべこべののび太は、完全に度を越すまでにジャイアンやスネ夫を叩きのめしてしまっただけでなく、悪事を働き続けたため、元の世界のドラえもんとのび太（テレビアニメ第2作第2期ではのび太の代わりにしずか）が仕掛けたトラップによって、最終的にはあべこべ世界へ追い返されている。
テレビアニメ第2作第1期ではあべこべ世界の玉子が登場している。あべこべ世界の玉子は「勉強しなくていいから遊んでらっしゃい」と優しく言っているが、（あべこべ世界の）凶暴なのび太を野放しにしており、教育に問題があった。その為、元の世界の玉子は「のび太に対する教育は厳しいが、のび太を大切に思っている」という事がわかる。

## アベコベマイク
アベコベマイクは、「またもジャイアンコンサート」（てんとう虫コミックス38巻に収録）に登場する。
このマイクに小さな声で話しかけると大きく、大きな声で話しかけると小さく再生される。作中では、このマイクを使ってジャイアンの大声の歌を聴くことを回避した。

## アベコンベ
アベコンベは、「アベコンベ」（てんとう虫コミックス4巻に収録）に登場する。
あらゆる性質および常識を逆転させることのできる道具。1本の棒の両端にやじりがついている形で、その先でなにか物体に触れると効果があらわれる。逆の方を使えばもとにもどる。ただし、何がどう逆転するかは時と場合で異なるらしい。
対象の人物・物体を発生順に示す。なお特記なき場合は原作・テレビアニメ共通とする。
| 対象物             | 作用                                        | 備考                               |
| ------------------ | ------------------------------------------- | ---------------------------------- |
| 消しゴム           | 紙を真っ黒にする                            |                                    |
| 扇風機             | 温風を吹き出す                              | 原作のみ                           |
| 電気スタンド       | 黒く光る                                    | テレビアニメ第2作第1期のみ         |
| 電動鉛筆削り       | 鉛筆が如意棒のように伸びる                  | テレビアニメ第2作第2期のみ         |
| 物干し竿           | 上空のみ雨が降る                            |                                    |
| タバコ             | 吸えば吸うほど伸びる                        | 原作およびテレビアニメ第2作第1期   |
| 歯ブラシ           | 歯を黒くする                                | テレビアニメ第2作第2期のみ         |
| 掃除機             | ごみを吐き出す                              |                                    |
| 髭剃り             | ひげを生やす                                |                                    |
| ストレート剃刀・鋏 | ひげを生やす                                | テレビアニメ第2作第2期のみ         |
| ほうき             | ごみを増やす                                | テレビアニメ第2作第2期のみ         |
| 雑巾               | 拭いたものを真っ黒にする                    | テレビアニメ第2作第2期のみ         |
| 冷蔵庫             | 高熱を発する                                |                                    |
| 風船               | 重くなる                                    |                                    |
| 自動車             | 搭乗者に持ち上げられる                      |                                    |
| ドラえもん         | 頭部が逆さまになる                          |                                    |
| 警察と泥棒         | 追いかける立場が逆転                        |                                    |
| 飼い主と犬         | つながれる立場が逆転                        |                                    |
| スネ夫             | 前髪と後髪が入れ替わる                      | テレビアニメ第2作第2期のみ         |
| 日傘               | 雨を降らせる                                | 類似アイテム：さすとあめがふるかさ |
| ネコと金魚         | 襲う立場が逆転 ネコが金魚鉢の中に移動       |                                    |
| 男性（帽子と靴）   | 帽子を履いて靴をかぶる                      |                                    |
| 母親と赤ん坊       | あやす立場が逆転 母親がベビーカーの中に移動 | テレビアニメ第2作第2期のみ         |
| 幼女と力士         | 幼女に持ち上げられる力士                    | テレビアニメ第2作第2期のみ         |
| ジャイアン         | 殴るはずののび太に自分を殴れと強要する      | テレビアニメ第2作第2期のみ         |
| のび太             | 頭脳明晰になる                              |                                    |

なおテレビアニメ第2作1期(1979年11月1日放送)ではラストで「やはり役に立たない」という理由でポケットの奥底にしまわれたが、「リトマス人生試験紙」（1993年5月28日放送)で再登場。「リトマス人生試験紙」の効果をあべこべにしたり、ピンチに陥っていたのび太を助けるという形で役に立っていた。
『ザ・ドラえもんズスペシャル』の「キッド、カメになる!?」(スペシャル7巻収録)では、ドラ・ザ・キッドに使用したところ、短気なキッドがのんびり屋になった。性格だけでなく、動きや口調ものんびりしており、カメよりも遅い他、彼の撃つ空気砲も数m離れた木に成っている果実を打ち落とすのに数分～数十分もかかり、のび太から「早撃ちじゃなくて遅撃ちだね」と言われた。最終的にはドラミから貰ったクイックオイル入りのケーキを食べた事で性格や口調や動きが元に戻った。

## 天の川鉄道乗車券
天の川鉄道乗車券（あまのがわてつどうじょうしゃけん）は、「天の川鉄道の夜」（てんとう虫コミックス20巻に収録）に登場する。
未来（22世紀）の世界で宇宙空間を運行する鉄道のきっぷ。切符に付属のハサミを入れると、そこに列車が到着し、目的地まで列車で移動できる。
使用される車両は現在の蒸気機関車 (SL) を模した列車とそれに付随する客車からなる宇宙船。使用される車両は非常に古めかしい。宇宙空間ではレールは必要としない（実際は透明な線路があるが、触れることはできない。ただし駅にはレールが敷かれている）。のび太らが乗車した列車はオンボロメダ発、ハテノ星雲行きの列車で、20時7分に学校の裏山から乗車した。この列車は地球を発車して土星の少し先まで通常の宇宙空間を走行し、その後終点までワープ空間に入る。
テレビアニメ第2作第2期「天の川鉄道の夜」（2009年3月6日放送）では、機関車が「C22 36」であることや、自動運転であることなど、大幅に設定が追加された他、途中「シリウス星」駅に停車する場面がある。
かつて天の川鉄道は銀河中にネットワークを張り巡らせていたが「どこでもドア」が発明されると一瞬で移動できる利便性に太刀打ちできず、2111年9月3日で廃止。ドラえもんの持っていた切符も廃止記念で購入した最終便の物だった。
廃止後はしばしば観光用にSLが運転されることがあり、『ドラえもん のび太と銀河超特急』に登場する。『ドラえもん のび太と銀河超特急』では車内は圧縮空間になっており、快適な個室や展望車なども設けられるなど、大幅に一新されている。
また「[ドラえもん のび太のひみつ道具博物館]」では、「宇宙館」に修復された「C22 36」機関車が登場しており、動態保存されていることが確認できる。

## 雨男晴れ男メーター
雨男晴れ男メーター（あめおとこはれおとこメーター）は、「雨男はつらいよ」（てんとう虫コミックス34巻に収録）に登場。
人物が「雨男（雨女）」か「晴れ男（晴れ女）」かを計測し、数値で表現することができるメーター。針がプラスにふれると晴れ男、マイナスにふれると雨男を示す。プラス、マイナスとも、最大値は10。このメーターによる計測結果は、以下の通り。
| キャラクター名 | 数値 | 雨 / 晴れ |
| -------------- | ---- | --------- |
| ドラえもん     | +1.5 | 晴れ      |
| のび太         | -2   | 雨        |
| しずか         | +9   | 晴れ      |
| スネ夫         | -7   | 雨        |
| ジャイアン     | +10  | 晴れ      |
| のび助         | -8.5 | 雨        |

## 雨そうじき
雨そうじき（あめそうじき）は、『よいこ』1973年9月号掲載の無題作品（藤子・F・不二雄大全集第18巻に収録）に登場する。
周囲に降る雨を吸い込むことのできる掃除機。
名称は「ドラえもん百科 すばらしい道具のいろいろ」（てんとう虫コミックス6巻の巻末に収録）による。
なお、「ドラえもんの学習シリーズ ドラえもんのかん字じてん ステップ1」ではこれを逆に使い、掃除機の中の雨を出して、雨を降らせていた。

## アメダスペン
アメダスペンは、「アメダスペン」（ぴっかぴかコミックス13巻に収録）に登場する。
地図と7色ペンのセットになっており、アニメ版では「アメダスペンセット」という名称で登場。地図に特定の場所を映し出し、そこをペンで丸く囲むと、さまざまな気候の変化が起こる。赤いペンだと気温が上がり、青いペンだと雨が降り、金色のペンだと太陽が出て晴れとなり、オレンジのペンだと雷が発生し、白いペンだと雪が降り、虹色のペンだと虹が発生し、黒いペンだと竜巻が発生する。消しゴムは各天候を取り消すことができる（この消しゴムがセット品かどうかは描写されていない）。

## あめんぼう
あめんぼうは、「あめんぼう」（てんとう虫コミックススペシャル『ドラえもん カラー作品集』3巻に収録）に登場する。
酢昆布に似た棒状の食べ物で、これを食べるとアメンボのように水面に立つことができるようになり、どんな体勢でも沈むことはない。これは逆にいえば「水に入りたくても入れない」状態であり、効き目が切れるまでは風呂に入ることもできない。食べる量が多いほど効果時間は長くなる。作中、これを食べ過ぎたジャイアンとスネ夫は1ヶ月も入浴できない(道具の効能から恐らくはシャワーすら浴びることができない)状態となり、ハエにたかられるほど不潔になってしまった。

## アヤカリン
アヤカリンは、「アヤカリンで幸運を」（てんとう虫コミックス20巻に収録）に登場する。
飲み薬。飲んでから、ごく近い時期に幸運なことがあった人に触れることで、その人から幸運を「あやかる」ことができる。ただし、幸運があった時から時間が経過するにつれ、あやかれる幸運量は減っていく。のび太は10万円を手に入れた友達から幸運をあやかろうと抱きついたが、その出来事は5日前のことで薬の効力で入手できた金額はたった5円だった。100点を取った静香から幸運をあやかろうと握手した時は、0点から先生の採点ミスによる訂正で30点を取った。

## あやつりそっくり風船
あやつりそっくり風船（あやつりそっくりふうせん）は、「あやつりそっくりふうせん」（てんとう虫コミックス『ドラえもんプラス』3巻収録）に登場する。
風船を膨らませると膨らませた人そっくりになり、鏡がついたバンドを頭に装着して動作をすると、風船がその動作の通りに動いてくれる。鏡は、その風船が見ているものを映し出す。ただし、視界だけで風船周囲の音を聞くことはできない。また、風船であるため殴られてもびくともしない。
ただし、バンドを外さない限り風船は同じ動作をするため、バンドを外し忘れたのび太が「トイレで用を足している様子」をしずかに見られてしまい、大恥をかいてしまった。

## あらかじめアンテナ
あらかじめアンテナは、「あらかじめアンテナ」（てんとう虫コミックス11巻に収録）に登場する。
テレビ受信用のアンテナをかたどった道具。頭に立てておくとこれから起る事態を予測し、きちんと対応できるよう当人の意志にかかわらず体を動かして準備させてくれる。
しかし、実際にどんな出来事が起こるかを本人が事前に知ることはできるわけではないため、本人の利益のためにこの道具が働いた結果、公衆のマナーやエチケットに反した結果も起きかねない。

## あらかじめ日記
あらかじめ日記（あらかじめにっき）は、「あらかじめ日記はおそろしい」（てんとう虫コミックス16巻に収録）に登場する。
この日記にあらかじめ未来の出来事を書いておくと、書いたことが本当に現実化する。「空から飴が降る」などと、通常ではあり得ないようなことを書いても現実に起こる（基本的に非現実に起こるわけではなく、「飛んでいた飛行機の荷物室のハッチが壊れて飴がばらまかれた」などと現実的な過程を経て起こるようになっている）。現実的に実現不可能な内容や無理がある内容を書いた場合はどうかるかについては、原作漫画の劇中では描かれていない。テレビアニメ第2作第2期では、過程を省略して瞬時に効果が発動するとされている。
ひみつ道具の中でも極めて強力な部類に入り、公式でも「最強クラスの"効果が強すぎるひみつ道具"」と紹介されており、テレビアニメ第2作第2期でも、実際にこの道具が悪人の手に渡った際にドラえもんは、この道具を持った悪人を「万能の神」と評している。
書いた内容は消しゴムで消すことができない。ただし、記述を取り消すような文を書き繋げることで、取り消すことはできる（「すぐ起きてべんきょうをはじめる」を「すぐやめる」で打ち消し）。その方法が使えない場合、日記を燃やすことですべての記述は無効化させられる。テレビアニメ第2作第2期では、作品によって描写が異なっている。「なんでも思い通りの夢道具!?　あらかじめ日記はおそろしい」（2006年7月21日放送）では、破り捨てて無効化することができないようになっている一方『映画ドラえもん のび太の地球交響楽』（2024年3月1日公開）に登場した際は、書いたページを破り捨てることで記述を無効化できるようになっている（ただし原作漫画には、このような設定はなく、破り捨てる方法で無効化することを試す描写もない）。
テレビアニメ第2作第2期「ドラえもんたった一日の恋」（2011年9月2日放送）にも登場するが、のび太が「恋」を「変」と書いてしまい、ドラえもんはネコのミーアに「弱虫青ダヌキ」とバカにされ、「ゆかい」を「ゆうかい」と書いた為に、ミーアが誘拐される羽目になった（結局最終的にのび太は続きを書いて上手くいくように図った）。
あとさき日記
類似する道具。のび太が夏休みの宿題での日記の天気を調べる為に使用。こちらはのび太がこの道具で起こした事態を収拾する為に「これは全て夢だった」と記述した為、のび太が目覚めたときに日記の存在自体は消え、ドラえもんはこの道具を覚えておらず、幻の道具となってしまった。
未来ノート
『ドラえもん のび太と未来ノート』に登場する。書いたことがその通りになるノートで、その効果は未来や未来出身の人物にまで影響する（未来が変わった影響でドラえもんが故障している）。詳しくはドラえもん のび太と未来ノート#未来ノートを参照。

## アラビンのランプ
アラビンのランプは、「ランプのけむりオバケ」（てんとう虫コミックス1巻に収録）に登場する。
「アラジンと魔法のランプ」に登場するようなランプを模した道具。これを手で擦ると、ランプの精霊が出るかのように煙が吹き出て人型を成し、「煙のロボット（声 - 不明（1993.1）→島香裕（2006.1）→楠見尚己（2019.1））」となる。ランプを擦った人の言うことは何でも聞き、用を済ませるとまた煙となってランプの中へ消えてゆく。
ただしその用事の済ませ方は総じて他力本願的で、宿題をやれと命じれば第三者に強引にやらせ、欲しい物を頼めば他所から強引に奪ってくるなど、かなり乱暴。またやり方を知らない用事（機械の操作など）は、主人を煩わせたくないという理由で手近な他の人を強引に連れてきて尋ねる。一度受けた命令は必ず守るよう作られており、命令を阻む者には容赦なく暴力を振るい、ランプを擦った本人がやめさせようとしても決して聞かない。
ただし、ランプの蓋のつまみの部分が命令取消しボタンになっており、これを押すとロボットは自動的にランプの中に吸い込まれる。

## アリガターヤ
アリガターヤは、「アリガターヤ」（てんとう虫コミックス『ドラえもんプラス』3巻に収録）に登場する。
天使の輪を模した道具。頭の上に浮かべて使う。
その状態で何か言うと、紫色の霞が出て花びらが散り、言った言葉の内容に関係なくそれをありがたいお言葉に変えてしまう。言葉でなくてもよく、「アカンベー」などでもありがたく聞こえる。また人間以外の動物の鳴き声でも効果がある。

## ありがたみわかり機
ありがたみわかり機（ありがたみわかりき）は、「ありがたみわかり機」（てんとう虫コミックス19巻に収録）に登場する。
食事を平気で残すのび太に、食べ物のありがたみを理解させるためにドラえもんが出した道具。手のひらにのるくらいの小さな機械で、赤いボタンと白いボタンがある。特定の物の名前を言いながら赤いボタンを押すと、ボタンを押した人間とその物との接触が完全に失われる。故に「無くなって初めてその物のありがたみがわかる」という仕組みになっている。たとえば「空気」と言いながら赤いボタンを押すと、ボタンを押した人間の周りの空気がなくなり、その人間は窒息状態になってしまう。また、「食べ物」と言いながら赤いボタンを押すと、ボタンを押した人間は絶対に食べ物を口にすることができなくなる。これらの状態を元に戻すには白いボタンを押せばよい。
玉子の口うるささに嫌気がさしたのび太は、ストーリーの最後で「ママのありがたみを知りたい」と言いながら赤いボタンを押し、しばらく玉子を留守にさせることに成功し、その機転の利きようにはドラえもんも呆れていた。

## アリと同じにおいのガス
アリと同じにおいのガス（アリとおなじにおいのガス）は、「羽アリのゆくえ」（てんとう虫コミックス25巻に収録）に登場する。
アリには「同巣識別フェロモン」というフェロモンが存在し、このフェロモンが一致しない巣には入ることができない。アリの社会性を維持する重要なフェロモンであり、この類似物質である可能性がある。小さくなってアリの巣に入る際に、アリから攻撃されることを防ぐために使用する。
クロシジミというチョウの幼虫を働きアリたちが巣に運び込むシーンを見ていたのび太たちが、食べるものだと思い込んで救出に向かった際に使用した(実際はクロシジミは蟻に育てられて成長する)。
テレビアニメ第2作第2期ではガスには有効時間があり、数時間経つと効果が切れる。

## アルバイト料先ばらい円ピツ
アルバイト料先ばらい円ピツ（アルバイトりょうさきばらいえんピツ）は、「円ピツで大金持ち」（てんとう虫コミックス25巻に収録）に登場する。略称「円ピツ」。
鉛筆状の道具。これで紙に金額を書くと、それを小切手のように現金として使用できる。ただしその後、使った先で金額に見合った分だけアルバイトをしなければならない（未来小切手帳のように現金後払いによる取り消しは不可能）。給料を先にもらえる現物支給アルバイト、ともいえる。道具を使った本人以外が働いてもいいらしく作中では宿題があるというのび太に代わってドラえもんが働くことになった （テレビアニメ第2作第2期では、ジャイアンにボディーガード料を支払った場合、ドラえもんが剛田商店で働いて支払う形になっていた）。

## アワセール
アワセールは、「どっちがウソか! アワセール」（てんとう虫コミックス38巻に収録）に登場する。
光線銃の一種。この機械から発生させた光線を当てられたものは、機械を持った人の都合がいいように話や行動を合わせてくれる。
作中ではセミが鳥類のように巣を作って繁殖すると勘違いしていたのび太が、スネ夫にその無知ぶりを言いふらされるのを防ぐために使用。触れ回ろうとした先々の人達に当てて話を合わせたばかりか、観察で確かめようとしたセミにまで使い、かくして樹上の巣で子ゼミを育てるセミが発生した。

## アンキパン
アンキパンは、「テストにアンキパン」（てんとう虫コミックス2巻に収録）に登場する。
スライスされた食パン。ノートや本のページに押しつけ、書かれた内容をパンの表面に写して食べると、その内容が確実に暗記できる。ただし、スライス一切れで暗記できる量は限られる（せいぜい1切れにつき本1ページ程度。アニメ第2作第2期「百人一首にアンキパン」では札1枚に1切れを使っている）ため、大量のページを暗記するためには相応の量を食べる必要がある。両面に写せるかは不明。
普通のパン同様にバターやジャムなどを塗って食べても効果がある（原作のラストではバターやジャムの容器らしき物をそばに置いて食べており、テレビアニメ第2作第2期「百人一首にアンキパン」〈2015年12月31日放送〉では飽きずに大量に食べるため様々な味付けをしている）。味については、テレビアニメ第2作第2期では「味は悪くない」「美味しい」と述べられている。
原作ではのび太がアンキパンの食べ過ぎでお腹を壊して全て排泄したため、暗記した内容を忘れてしまい、一から食べなおす羽目になったが、消化不良のため暗記できなかったのか、正常に消化した場合でも排泄後は暗記内容を忘れてしまうのかは不明。
当ひみつ道具をモチーフとして商品化されたものがあり、2010年6月にローソンで行われた「ドラえもん誕生40周年記念 藤子・F・不二雄キャラクターズフェア」で、「まるでアンキパン」という菓子パンが登場した。中身は食パンを2枚重ねした中にミルククリームが入っており、食パン表面に文字を書くためのチョコソースが付属している。また、藤子・F・不二雄ミュージアム内の飲食施設であるミュージアムカフェには、「フレンチトースト de アンキパン」がメニューにある。
非食品では2011年に一番くじの景品として、アンキパン型のクッションが登場している。
2014年より放送のアメリカ版では「MemoryBread」（メモリーブレッド）と呼ばれる。
韓国プロ野球のロッテ・ジャイアンツがドラえもんとのコラボ企画を行った際、アンケートで「ドラえもんのひみつ道具で欲しいもの」の問いに「（道具について）あまり知らない」の次に挙げられたのがこのアンキパンであった。

## アンケーター
アンケーターは、「しずちゃんの心の秘密」（てんとう虫コミックス28巻に収録）に登場する。
特定の人物の体の一部や、髪の毛をこの機械にセットすると、その人の遺伝情報が読み取られて擬似人格が形成される。
機械に備え付けのスクリーンにその人物の顔が投影され、質問をすればどんなことにも答えてくれる。ここに現れた擬似人格は質問に対して恥じらいを見せることはあるが、絶対に嘘や隠し事はできないシステムになっている。
コード番号によっていつでもその人に質問が出来る（最大999人まで可能）。音量調節も出来る。

## 暗号解読機
暗号解読機（あんごうかいどくき）は、「大ピンチ! スネ夫の答案」（てんとう虫コミックス28巻に収録）に登場する。
22世紀のFBIが開発し、使用している解読機。形はモバイル用の小型プリンターのようで、暗号の書かれた紙を上から入れるとどんな難解な暗号でもたちまち解読して答えを出してくれる。ただし、宿題は解読できない。

## 安全ガス
安全ガス（あんぜんガス）は、「台風遊び」（てんとう虫コミックススペシャル『ドラえもん カラー作品集』4巻に収録）に登場する。
このガスを体に吹きかけると、たとえ台風が上陸している最中であっても、体が雨に濡れたり怪我をしたりすることがなくなり、風に乗って泳ぐことが可能になる。

## 安全カバー
安全カバー（あんぜんカバー）は、「世界平和安全協会」（藤子・F・不二雄大全集2巻に収録）に登場する。
透明ポリ袋のような外観のカバーで、この中に体を入れると、あらゆる衝撃から身を守ることができる。たとえバットで殴られたり、土管を投げつけられたり、原子爆弾を爆発させたとしても中にいる者は無傷でいることができ、逆に投げつけられた土管の方が壊れたりする。カバー内の者は全身をカバーで覆った状態でも、歩き回ったり手で物をつかんだりできる（ただし、「続・ドラえもん全百科」のクイズにおいてのみ、思うように動けなくなるとしている）。カバーで包まれている者を、誰かが無理に攻撃したりつかみかかったりすると、カバーが電気のような衝撃を放って外敵を吹き飛ばしてしまう。

## あんぜんネット
あんぜんネットは、「空中フック」（ぴっかぴかコミックス8巻に収録）に登場する。
高い所から誤って落下した際、自動的にネットで落下した人を捕まえてくれる道具。